# Milton Ribeiro (pastor)
Milton Ribeiro (São Vicente, 14 de março de 1958) é um pastor presbiteriano, teólogo, advogado e professor brasileiro. Foi ministro da Educação no governo Jair Bolsonaro, entre julho de 2020 e março de 2022, quando pediu exoneração após denúncias de envolvimento no esquema de corrupção chamado de "Bolsolão do MEC".
Em 22 de junho de 2022, foi preso preventivamente por determinação da Justiça Federal, sendo libertado no dia seguinte em razão de habeas corpus concedido pelo desembargador Ney Bello do TRF-1.
Em março de 2024, o delegado que conduzia as investigações que culminaram na prisão de Milton Ribeiro, Bruno Calandrini, foi indiciado pela Polícia Federal por abuso de autoridade. O relatório de conclusão afirma que houve inserção de dados falsos na investigação. O delegado vai responder por prevaricação, inserção de dados falsos e abuso de autoridade.

## Formação e carreira
Ordenado em 21 de janeiro de 1982 pelo Presbitério de Santos (PRST), atualmente é pastor da Igreja Presbiteriana Jardim de Oração (Santos, SP).
Possui graduação em  Teologia no Seminário Presbiteriano do Sul, graduação em Direito na Instituição Toledo de Ensino, especialização em  Direito Imobiliário pelo Centro Universitário das Faculdades Metropolitanas Unidas, em Gestão Universitária pelo Conselho de Reitores das Universidades Brasileiras, em Teologia do Velho Testamento pela Universidade Presbiteriana Mackenzie, em Velho Testamento por centro teológico (de cursos pastorais/confessionais, isento de credenciamento do MEC ou submissão à CAPES) – Andrew Jumper — vinculado à Universidade Presbiteriana Mackenzie, mestrado em Direito pela Universidade Presbiteriana Mackenzie e doutorado em  Educação pela Universidade de São Paulo.
Atuou como superintendente dos programas de pós-graduação lato sensu, foi professor, reitor em exercício e vice-reitor da Universidade Presbiteriana Mackenzie. Foi vice-presidente  do Conselho Deliberativo do Instituto Presbiteriano Mackenzie, relator da Comissão de Assuntos Educacionais do Mackenzie, Diretor Administrativo da Luz paro Caminho (instituição que cuida da área de mídias da Igreja Presbiteriana do Brasil), membro da Administração Geral da Santa Casa de Santos (instituição privada sem fins lucrativos, como irmão mantenedor) e integrante  da Comissão de Ética Pública da Presidência da República desde maio de 2019.

## Ministério da Educação
Após a polêmica passagem de Abraham Weintraub pelo MEC, e a breve estadia de cinco dias de Carlos Decotelli, que foi nomeado, mas não empossado, Milton Ribeiro foi escolhido para ocupar o cargo mais importante no MEC no começo da noite de 10 de julho de 2020. Em 16 de julho de 2020, Milton Ribeiro foi empossado no cargo e se tornou a terceira pessoa a ocupar o cargo de Ministro da Educação no governo Jair Bolsonaro.

### Retorno das aulas
Em 10 de dezembro de 2020, e em razão da pandemia de COVID-19, Milton Ribeiro publicou o homologado Parecer nº 19, do Conselho Nacional de Educação (CNE) que estende até 31 de dezembro de 2021 a permissão para atividades remotas no ensino básico e superior em todo o país seguindo as recomendações da Organização Mundial da Saúde. Além de estender o prazo para a permissão de atividades remotas, o parecer também dá autonomia aos sistemas públicos municipais e estaduais de ensino, bem como as instituições privadas, para normatizar a reorganização dos calendários e o replanejamento curricular ao longo do próximo ano, desde que observados alguns critérios, como assegurar formas de aprendizagem pelos estudantes e o registro detalhado das atividades não presenciais.

### Enem 2020 e Sisu 2021
Em dezembro de 2020, o ministro Milton Ribeiro alegou que a prova do Enem de janeiro de 2021 não poderia ser usada para concorrer a uma vaga no Sisu do primeiro semestre de 2021, e informou que as inscrições para o Sisu seriam feitas com notas do exame de anos anteriores.  Dessa forma, o Enem não servirá para o Sisu e nem para selecionar as vagas do Prouni (Programa Universidade para Todos) e do Fies (Financiamento Estudantil).
A União Nacional dos Estudantes e a União Brasileira dos Estudantes Secundaristas, entidades que defenderam adiamento da prova por conta da suspensão das aulas, disseram que devem recorrer judicialmente para que as notas da prova de janeiro possam ser usadas nos três programas.
Depois da manifestação contrária de entidades estudantis à decisão do ministro Milton Ribeiro, o Ministério da Educação negou, em nota do dia 11 de dezembro de 2020, a fala do próprio ministro de que a nota do Enem (Exame Nacional do Ensino Médio) de janeiro não poderá ser usada pelos estudantes para concorrer a uma vaga no Sisu do primeiro semestre de 2021, indicando a possibilidade de que as inscrições no sistema aconteçam em abril. Só não poderá ser usada para as inscrições para o Prouni (Programa Universidade para Todos) e Fies (Financiamento Estudantil), onde os candidatos deverão usar a nota de exames anteriores.

### Denúncia por homofobia
Em setembro de 2020, em entrevista ao jornal O Estado de S. Paulo, o ministro Milton Ribeiro relacionou a homossexualidade a "famílias desajustadas", tendo afirmado: "Acho que o adolescente, que muitas vezes, opta por andar no caminho do homossexualismo, tem um contexto familiar muito próximo, basta fazer uma pesquisa. São famílias desajustadas, algumas. Falta atenção do pai, falta atenção da mãe".
Em maio de 2021, a Justiça Federal condenou a União ao pagamento de indenização por danos morais coletivos no valor de R$ 200 mil por conta das declarações. A juíza federal Denise Aparecida Avelar, da 6ª Vara Cível Federal de São Paulo, considerou que as falas do ministro são posturas que "tendem a desestabilizar a paz social e correm à contramão da evolução política e jurídica referente às conquistas sociais dos últimos anos, implicando em violação direta às garantias constitucionais da igualdade e da dignidade da pessoa humana".
Em janeiro de 2022, após investigação, a Procuradoria-Geral da República apresentou denúncia contra Ribeiro pela prática do crime de homofobia. A Justiça Federal, em primeira instância, rejeitou a denúncia, porém, após recurso pelo Ministério Público Federal, a denúncia foi aceita pela 10ª Turma do Tribunal Regional Federal da 1.ª Região em março de 2025.

### Favorecimento a pastores
No dia 18 de março de 2022, o jornal O Estado de S.Paulo publicou a primeira reportagem sobre a atuação dos pastores Gilmar Santos e Arilton Moura no Ministério da Educação. De acordo com a reportagem, a dupla intermediava o acesso de pastores ao gabinete de Milton Ribeiro e participava de reuniões fechadas nas quais eram decididas as prioridades da pasta e a destinação de verbas do Ministério. Em 21 de março de 2022, o jornal Folha de S.Paulo divulgou um áudio de Ribeiro, no qual o ministro afirma priorizar, em repasse de verbas do Ministério da Educação, prefeituras cujos pedidos de liberação foram negociados por dois pastores que não possuem cargo no governo, o que seria feito a pedido do presidente Jair Bolsonaro. No áudio, Ribeiro fala: "a minha prioridade é atender primeiro os municípios que mais precisam e, segundo, atender a todos os que são amigos do pastor Gilmar", e que "foi um pedido especial que o presidente da República fez para mim sobre a questão do Gilmar".
No dia seguinte, Ribeiro emitiu uma nota negando a existência de irregularidades e que o presidente tenha pedido atendimento preferencial a alguém. Na mesma data, parlamentares apresentaram notícias-crime e representações perante o Supremo Tribunal Federal, o Ministério Público Federal e o Tribunal de Contas da União.

### Exoneração
Em meio à crise política causada pelas denúncias do repasse irregular de verbas, Milton Ribeiro anunciou, no dia 28 de março de 2022, a sua exoneração.

### Prisão
Ribeiro foi preso preventivamente pela Polícia Federal na manhã de 22 de junho de 2022. O mandado de prisão cita os crimes de corrupção passiva, prevaricação, advocacia administrativa e tráfico de influência na liberação de verbas do Fundo Nacional de Desenvolvimento da Educação. No dia seguinte, após recurso da defesa, a prisão foi revogada pelo desembargador federal Ney Bello Filho.
O juiz que havia decretado a prisão de Ribeiro, Renato Borelli, passou a receber diversas ameaças e, no dia 7 de julho, teve seu carro atingido com terra, ovos e fezes de animais enquanto dirigia.
O delegado Bruno Calandrini, que conduzia as investigações contra o ex-ministro, foi indiciado pela Polícia Federal por abuso de autoridade, prevaricação e inserção de dados falsos. Conforme o relatório conclusivo das investigações, Calandrini admitiu a inserção de dados falsos.

## Opiniões

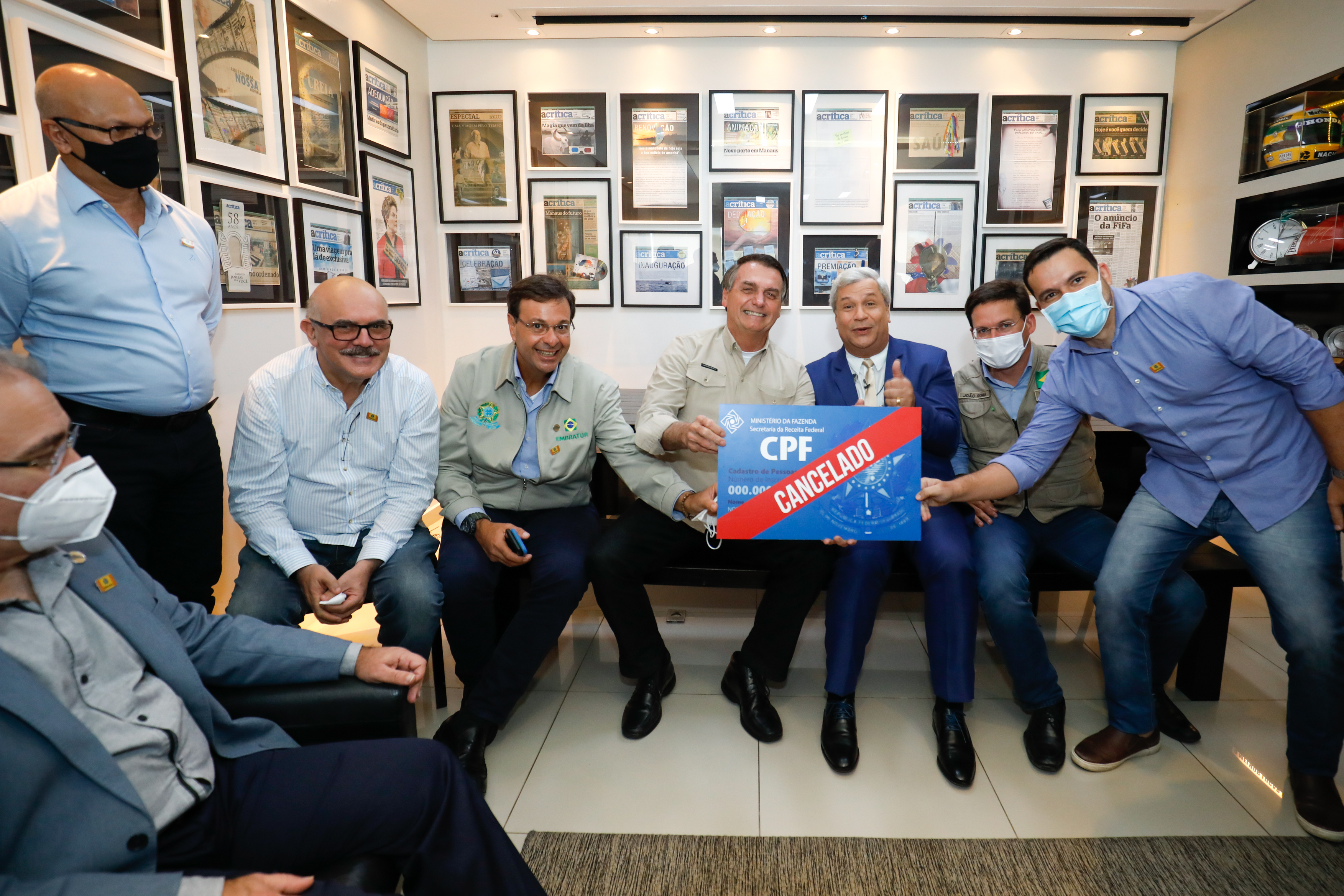
Milton Ribeiro ao lado de Sikêra Júnior e Jair Bolsonaro posaram para uma foto exibindo uma placa de "CPF cancelado", expressão utilizada para se referir a mortos em confronto com policiais no Brasil.

### Da universidades que incentivam o 'sexo sem limite'
Em 2018, Ribeiro afirmou que o existencialismo estava sendo ensinado nas universidades, e que estava incentivando os alunos a terem relações sexuais desconsiderando quem é o parceiro:

Para contribuir ainda mais em termos negativos para uma prática totalmente sem limites do sexo veio a questão filosófica do existencialismo, em que o momento é que importa. Não importa se é A, B, se é homem ou se é mulher, se é esse, se é aquele, se é velho, se é novo.  Não interessa. O que interessa é aquele momento. […] É isso que eles estão ensinando para os nossos filhos na universidade.

### Dos métodos contraceptivos como causa de má conduta sexual
Ribeiro também culpou os métodos anticoncepcionais, como a pílula do dia seguinte, pela má conduta sexual:

O mundo foi perdendo a referência do que é certo e do que é errado em termos de conduta sexual. E isso foi trazendo muitas dificuldades porque agora a gravidez indesejada não é mais um risco.

### Do castigo físico de crianças
Durante uma pregação intitulada "A vara da disciplina", proferida por Ribeiro em uma igreja presbiteriana em abril de 2016, Ribeiro defende o castigo físico para a educação de uma criança.  Segundo ele, "essa ideia que muitos têm de que a criança é inocente é relativa", que um bom resultado "não vai ser obtido por meios justos e métodos suaves" e que as crianças "devem sentir dor".
Em 11 de julho de 2020 – um dia após a nomeação de Ribeiro para o Ministério da Educação –, devido ao clamor público a respeito de sua posição, Ribeiro apagou a gravação em vídeo da pregação de seu canal no YouTube.
Em 16 de julho de 2020, durante seu discurso de posse, afirmou: "Jamais falei em violência física na educação escolar e nunca defenderei tais práticas, que fazem parte de um passado a que não queremos voltar".

### Da inclusão de alunos com deficiências
Na visão do ministro, os alunos com deficiência na mesma sala que os alunos sem deficiências "atrapalhava o aprendizado dos outros, porque a professora não tinha equipe, não tinha conhecimento para dar a ela, atenção especial". Ainda segundo o ministro, existem crianças com "um grau de deficiência que é impossível a convivência". Em uma tentativa de se explicar, ministro afirmou que "atrapalham, deixa eu explicar para vocês. Nós temos, hoje, 1,3 milhão de crianças com deficiência que estudam nas escolas públicas. Desse total, 12% têm um grau de deficiência que é impossível a convivência" e explicou a ação do governo, ao dizer que "em vez de simplesmente jogá-los dentro de uma sala de aula, pelo 'inclusivismo', nós estamos criando salas especiais para que essas crianças possam receber o tratamento que merecem e precisam."

### De universidades sem partido
Para o ministro, os reitores das universidades federais não podem ser 'esquerdistas, nem lulistas'. Segundo ele, um reitor "não precisa ser bolsonarista. Mas não pode ser esquerdista, nem lulista. Reitor tem que cuidar da educação e ponto final. E respeitar todos que pensam diferente."